# Fredrik Vilhelm Gyllenram
Fredrik Vilhelm Gyllenram, född 5 oktober 1771 på Farsta säteri i Ytterjärna socken, död 18 februari 1829 i Ulricehamn, var en svensk militär.
Fredrik Vilhelm Gyllenram var son till löjtnant Carl Johan Gyllenram och Catharina Antoinetta Kindt. Han blev underofficer vid Östgöta infanteriregemente 1784, fänrik där 1785, löjtnant vid Livgrenadjärregtementet 1790, stabslöjtnant där samma år, stabskapten där 1794 och sekundmajor 1805. Gyllenram blev överstelöjtnant vid Västgöta-Dals regemente 1811, överste i armén 1816 och var överste och chef för Västgöta-Dals regemente 1816–1817. Han deltog i Gustav III:s ryska krig, samt fälttågen mot Norge 1808 och 1814. Gyllenram blev riddare av Svärdsorden 1800.